# 杉咲和彌
杉咲 和彌（すぎさき かずや 、本名：河野 和寛 、1974年3月19日 -）は、東京都出身の演劇プロデューサー。

## 経歴
血液型はB型、身長173cm。
オフィス カンナ・ビスの代表として、小劇団を中心に公演制作を請け負っている。数多くの小劇団（ホームページによれば、関係団体は76団体だとのこと）の制作業務に携わり、既成概念や固定観念に捕らわれない柔軟な発想からの個性的な制作体系に評価を受ける。
制作者として以外では、演出や音響としてのフリー活動をおこなっており、サークルや劇団、演劇部への出張ワークショップの場も提供し、制作者としてだけではなく、演劇者としての活動をおこなっている。
また演劇声優塾という役者や声優を目指す若者への教育支援をおこなっており、そのエグゼクティブプロデューサーとして、塾生の指導にあたっている。
個人としては、自治体が運営する青少年健全育成団体ジュニアリーダーの講師や、フリーの声優として、また易、九星気学、風水、姓名鑑定、四柱推命の占い師である龍風和虎として等、マルチな活動をおこなっている。
なお、2000年から携わっていた劇団暁座という障害者と健常者が活動するバリアフリー劇団や、同劇団内に設立されたカッパdeぴあというノーマライゼーションサークル、高校生エンゲキ塾という高校生を中心とした演劇ワークショップサークルからは、2012年3月を最後に撤退をしている。

## 声優出演
- クイーンズエージェント2　上司様役
- 後楽園遊園地　アトラクション：幻鳥迷宮
- ナンジャタウン　アトラクション：怨念旅館

他